# Marcus Ingvartsen
Marcus Ingvartsen, född 4 januari 1996, är en dansk fotbollsspelare som spelar för San Diego FC.

## Karriär
Ingvartsen debuterade för FC Nordsjælland i Superligaen den 28 februari 2014 i en 2–0-vinst över Viborg FF, då han byttes in i den 84:e minuten mot Mario Tičinović. Ingvartsen gjorde 23 mål och vann skytteligan i Superligaen 2016/2017.
I juli 2017 värvades Ingvartsen av belgiska Genk.